# يونغ جيسي
يونغ جيسي (بالإنجليزية: Young Jessie)‏ هو مغني أمريكي، ولد في 28 ديسمبر 1936.

## وصلات خارجية
- يونغ جيسي على موقع ميوزك برينز (الإنجليزية)
- يونغ جيسي على موقع إن إن دي بي (الإنجليزية)
- يونغ جيسي على موقع ديسكوغز (الإنجليزية)
- يونغ جيسي على موقع ديسكوغز (الإنجليزية)